# 埃特林根國際青少年鋼琴賽
埃特林根國際青少年鋼琴比賽（Ettlingen International Piano Competition for Young Pianists）為一項重要國際性音樂賽事，每兩年於德國埃特林根舉辦一次。比賽分甲組(15歲以下)及乙組(20歲以下)。
1994年的冠軍為郎朗，其時他只有12歲。